# Zygentoma
Zygentoma (zigentomos) es el nombre aceptado actualmente para referirse al orden de insectos que comprende las especies del antiguo orden Thysanura. Esta antigua denominación incluía a formas de hexápodos primitivamente ápteros con filamentos terminales ("colas"), y por tanto incluía taxones que ahora se clasifican en otras clases, como por ejemplo los Diplura (que hoy se conoce que ni siquiera son insectos). Por tanto, el uso de la denominación tisanuros solamente debe aceptarse como una denominación informal (carente de valor taxonómico actualmente) de los Zygentoma, conocidos a veces por el nombre de pececillo de plata, aunque este nombre hace referencia más a las formas domésticas de una familia de este orden, a los Lepismatidae. Los Zygentoma, además de los Lepismatidae, incluyen a otras siete familias: Ateluridae, Carbotripluridae, Lepidotrichidae, Maindroniidae, Nicoletiidae, Protrinemuridae y Tricholepidiidae. Existen 370 especies en todo el mundo.
Antiguamente se les clasificaba dentro de Apterygota, junto con Collembola, Protura, Diplura y Microcoryphia, por carecer de alas. Dado que esta característica es una simplesiomorfia, no se trata de un taxón, sino de un simple "grupo".

## Características
Tienen el cuerpo alargado, de entre 2 y 20 mm, son aplanados y muchos tienen el tórax más ancho que el abdomen. Según la especie, son de color gris, pardo o amarillento. Los representantes de la familia Lepismatidae y algunos Nicoletiidae tienen un aspecto brillante debido a que poseen el cuerpo recubierto de escamas que renuevan en sucesivas mudas (no tienen metamorfosis). En la cabeza tienen un par de antenas; si presentan ojos son compuestos y tienen un aparato bucal de tipo masticador. En el tórax tienen tres pares de patas, que les confieren gran movilidad y agilidad a pesar de que son ápteros. El abdomen finaliza con tres característicos apéndices, los dos laterales llamados cercos y uno mediano denominado paracerco, que tienen función táctil.

## Hábitat y comportamiento
Son animales que necesitan humedad para desarrollar su ciclo vital, por lo que habitan entre la hojarasca, debajo de las piedras, en cuevas y en aquellos lugares húmedos donde puedan encontrar alimento. Son omnívoros, pero tienen preferencia por hidratos de carbono de origen vegetal, como el almidón y la celulosa. Estos insectos pueden llegar a los edificios habitando cuartos de baño y cocinas, alimentándose de libros, tejidos, pieles, cartón, etc.

## ¿Thysanura o Zygentoma?
Según algunos autores, existe cierta polémica sobre el nombre correcto de este orden. Los especialistas en el grupo llevan usando desde hace más de cuarenta años únicamente el nombre de Zygentoma, que sería sinónimo de Thysanura en sentido estricto.

## Especies
Existen más de cuarenta especies en la península ibérica. Entre ellas destacan, por su abundancia como formas domésticas, 
- Ctenolepisma longicaudata, introducida y ausente de la fauna ibérica como forma silvestre.
- Lepisma saccharina, autóctona y presente también en hábitats naturales.
- Thermobia domestica es una especie que se ha citado mucho por error, confundiéndola con otras más comunes en la fauna ibérica.